# Episodi di Powers (seconda stagione)
La seconda stagione di Powers è stata trasmessa dal 31 maggio 2016 al 19 luglio negli USA. In Italia l'intera stagione è stata resa disponibile su Infinity a partire dal 3 giugno 2016.
| nº | Titolo originale       | Titolo italiano        | Prima TV USA   | Pubblicazione Italia |
| -- | ---------------------- | ---------------------- | -------------- | -------------------- |
| 1  | Caracas 1967           | Caracas 1967           | 31 maggio 2016 | 3 giugno 2016        |
| 2  | Funeral of the Century | Il funerale del secolo | 31 maggio 2016 | 3 giugno 2016        |
| 3  | Hell Night             | La notte dell'inferno  | 31 maggio 2016 | 3 giugno 2016        |
| 4  | Stealing Fire          | L'unità perduta        | 7 giugno 2016  | 8 giugno 2016        |
| 5  | Shaking the Tree       | Agitare le acque       | 14 giugno 2016 | 15 giugno 2016       |
| 6  | Requiem                | Cantata funebre        | 21 giugno 2016 | 22 giugno 2016       |
| 7  | Origins                | Le origini             | 28 giugno 2016 | 29 giugno 2016       |
| 8  | Chasing Ghosts         | Caccia al fantasma     | 5 luglio 2016  | 6 luglio 2016        |
| 9  | Slain Dragons          | Piovuti dal cielo      | 12 luglio 2016 | 13 luglio 2016       |
| 10 | Legacy                 | Sacrificio             | 19 luglio 2016 | 20 luglio 2016       |